# Stormartillerivagn m/43
Der Stormartillerivagn m/43 (Sav m/43) war ein schwedisches Sturmgeschütz der 1940er-Jahre.

## Geschichte
Im Jahre 1941 forderte der Generalstab der schwedischen Armee die Schaffung von Artillerie-SFL. Es wurden mehrere Varianten von Geschützen, die dafür in Frage kommen konnten, untersucht. Scania-Vabis entwarf 1943 auf Basis des Stridsvagn m/41 (Strv m/41) – einer Lizenzfertigung des CKD-Praga TNHP – den Sav m/43. Er hatte einen turmlosen allseits geschlossenen Aufbau, in dem eine Kanone eingebettet war. Von diesen wurden im März 1944 36 Fahrzeuge bestellt. Dies führte zum Abbruch der Fertigung des Strv m/41 SII, dessen letzte 18 Exemplare als Sav m/43 in den Jahren 1944 und 1945 fertiggestellt wurden. Da die vorgesehene 105-mm-Kanone m/44 noch nicht verfügbar war, erhielten sie die 75-mm-Kanone m/02 von Bofors, bis März 1946 hatten dann alle jedoch die vorgesehene Bewaffnung. Eine zweite Serie von 18 Fahrzeugen, die 1946 bis 1947 gefertigt wurde, erhielt von Anfang an die 105-mm-Kanone m/44 SAV. Sie standen bis zur Umorganisation der Infanterie im Jahre 1973 im Dienst der schwedischen Streitkräfte.